# Andrzej Karpiński (Musiker)

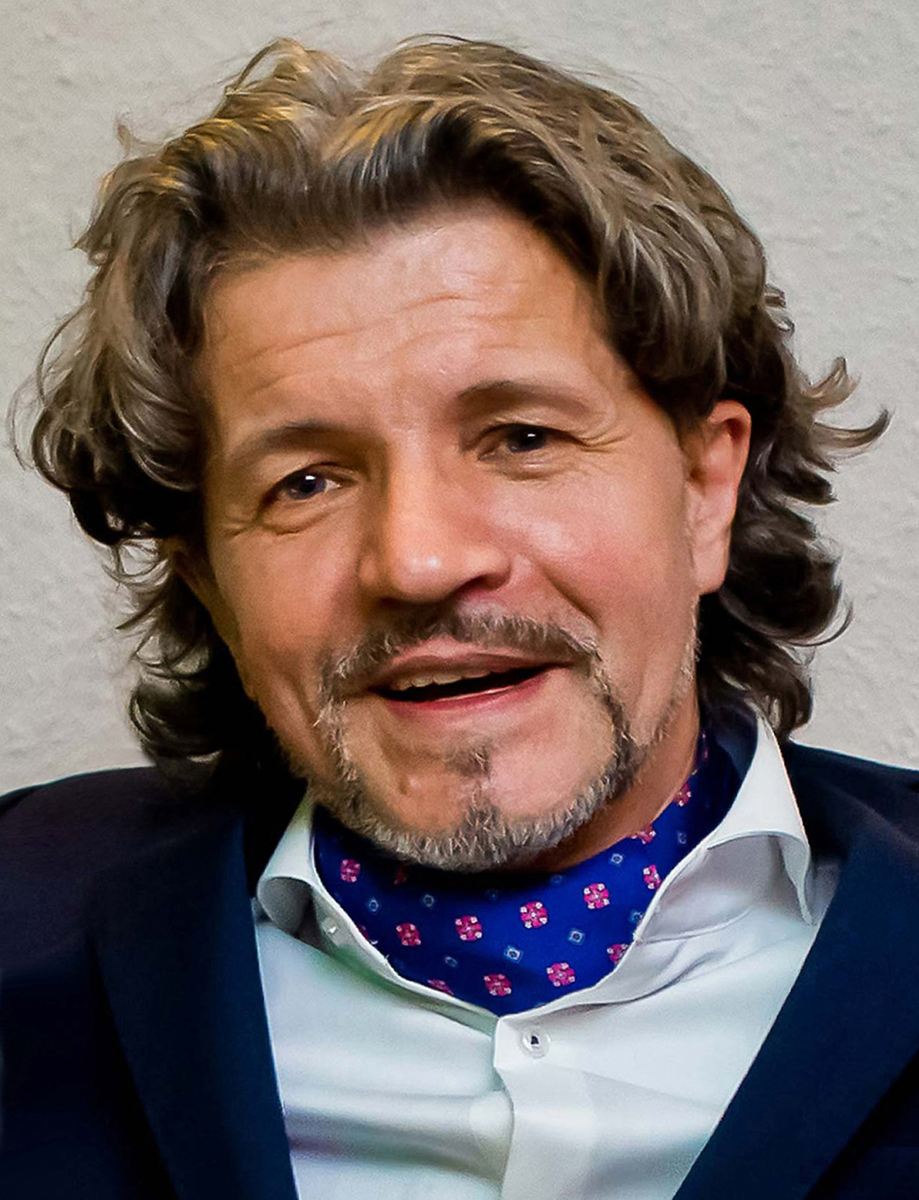
Andrzej Karpiński

Andrzej Karpiński (* 1963 in Piła) ist ein polnischer Schlagzeuger, Keyboarder, Komponist, Theatermaler, Illustrator und Airbrush-Künstler.
Karpiński war von 1979 bis 1981 Schlagzeuger der Posener Punkrock-Band Sten.  Nach deren Auflösung gründete er mit Musikern des Posener Lyzeums Bildender Künstler die Gruppe  Reportaż. Sie produzierte in Polen die LP Reportaż und in England Up the River und trat bei Konzerten in Polen, u. a. beim Marchewka-Festival 1987 in Warschau neben Musikern wie David Thomas, Chris Cutler, The Wooden Birds, Minimal Compact und The Ex, auf. Tonträger der Gruppe erschienen auch in den USA, Belgien, Frankreich und Italien. 2002–03 realisierte sie als Musiktheaterprogramm mit Karpiński als Darsteller, und es entstanden Solokonzertprogramme und zwei weitere Schallplatten: Gulasz z Serc und Muzyka do Tańca.
Außerdem nahm Karpiński an den Aufnahmesessions Lech Jankowskis für Filme der Brothers Quay teil, gab 2004–05 als Pogady-Duo Konzerte mit dem Kontrabassisten Bogdan Mezerski und gründete 2005 mit dem Pianisten Witold Oleszak das Duo Beszensory. Beim Festival Gare aux Orille 2007 in Avignon trat er mit dem Gitarristen Nikolas Chatenoud auf.
Mit seiner Frau Marzena Karpińska gründete er 1991 das Atelier Airbrush & Design. Neben künstlerischer Malerei entstehen hier Airbrush- und Computerarbeiten, Drucke und multimediale Objekte für Werbefirmen und Unternehmen. Karpiński ist Begründer und Hauptjuror des ersten polnischen Wettbewerbs für Airbrush-Malerei Ucho van Gogh.